# Citroën Evasion
De Citroën Evasion is een samenwerking van Citroën/Peugeot met Fiat/Lancia. Het is een grotere MPV, die een gezamenlijk onderstel (of bodemplaat) hebben. De carrosserie is bijna identiek van de 4 merken, veelal is er alleen verschil in het merkteken of een iets afwijkende koplamp en/of achterlichten. Ook de grille wijkt een beetje af. Voor de rest zijn het vier druppels water. Er was een mogelijkheid voor 5 tot en met 8 personen, afhankelijk van de versie.
Peugeot bracht zijn auto naar buiten als de Peugeot 806, de auto van Lancia heette Lancia Zeta en die van FIAT, Fiat Ulysse.
In 1998 werd nog een lichte facelift met gewijzigde koplampunits en gewijzigde achterlichten doorgevoerd op de Evasion.
Op dit gezamenlijk ontwikkeld onderstel werd ook een bestelversie ontworpen. Dit werd voor Citroën de Jumpy.

## Euro NCAP
In 1999 heeft Euro NCAP de botsveiligheid van de Peugeot 806 beoordeeld. Euro NCAP verwacht vergelijkbare resultaten voor de technisch identieke Citroën Evasion/Synergie, Fiat Ulysse en Lancia Zeta. De 806 kreeg drie sterren voor de veiligheid van inzittenden. De kooiconstructie bleek zijn structurele stabiliteit te behouden en de deur van de bestuurder kon nog goed worden geopend. Het stuurwiel bewoog zich echter naar boven, wat kan leiden tot verwondingen. De bestuurdersairbag werkte effectief, maar het hoofd van de bestuurder kwam in aanraking met de airbag voordat die zich volledig had opgeblazen, wat ook verwondingen kan veroorzaken. Hierdoor is er vooral een grote kans op verwondingen aan borst, benen en voeten. De zijdelingse botsing verliep beter, alleen de armsteun kan verwondingen aan de buik veroorzaken.
| Merk en model                 | resultaat   | voetgangersveiligheid |
| ----------------------------- | ----------- | --------------------- |
| Peugeot 806 (Citroën Evasion) | (22 punten) | (8 punten)            |

## Registratiecijfers
| Jaartal | Nederland |
| ------- | --------- |
| 1994    | ?         |
| 1995    | 257       |
| 1996    | ?         |
| 1997    | ?         |
| 1998    | 152       |
| 1999    | 262       |
| 2000    | 190       |
| 2001    | 117       |
| 2002    | 10        |

## Motoren
| Type           | Cilinders | Kleppen | Cilinderinhoud | Vermogen                       | Koppel                | Motorcode | Opmerkingen |
| -------------- | --------- | ------- | -------------- | ------------------------------ | --------------------- | --------- | ----------- |
| Benzinemotoren |           |         |                |                                |                       |           |             |
| 1.8            | 4         | 8       | 1761 cm³       | 73 kW (99 pk) bij 5750 min−1   | 147 Nm bij 2600 min−1 | XU7JP     | 1996-1999   |
| 2.0            | 4         | 8       | 1998 cm³       | 89 kW (121 pk) bij 5750 min−1  | 170 Nm bij 2650 min−1 | XU10J2C   | 1994-1999   |
| 2.0            | 4         | 16      | 1998 cm³       | 97 kW (132 pk) bij 5500 min−1  | 180 Nm bij 4200 min−1 | XU10J4R   | 1999-2000   |
| 2.0            | 4         | 16      | 1997 cm³       | 100 kW (136 pk) bij 6000 min−1 | 190 Nm bij 4100 min−1 | EW10J4    | 2000-2002   |
| 2.0 Turbo      | 4         | 8       | 1998 cm³       | 108 kW (147 pk) bij 5300 min−1 | 235 Nm bij 2500 min−1 | XU10J2CTE | 1994-2000   |
| Dieselmotoren  |           |         |                |                                |                       |           |             |
| 1.9 TD         | 4         | 8       | 1905 cm³       | 67,5 kW (92 pk) bij 4000 min−1 | 196 Nm bij 2250 min−1 | XUD9TE/TF | 1995-1999   |
| 2.1 TD         | 4         | 12      | 2088 cm³       | 80 kW (109 pk) bij 4300 min−1  | 250 Nm bij 2000 min−1 | XUD11BTE  | 1996-1999   |
| 2.0 HDI        | 4         | 8       | 1997 cm³       | 80 kW (109 pk) bij 4000 min−1  | 250 Nm bij 1750 min−1 | DW10      | 1999-2000   |
| 2.0 HDI        | 4         | 16      | 1997 cm³       | 80 kW (109 pk) bij 4000 min−1  | 270 Nm bij 1750 min−1 | DW10      | 2000-2002   |